# 圣安得烈圣乔治教堂
圣安得烈圣乔治教堂（St Andrew's and St George's West Church）是苏格兰爱丁堡新城的一个苏格兰长老会的堂会，该堂区今天包括整个爱丁堡第一新城，以及19世纪初的爱丁堡第二新城的一小部分。教堂建成于1784年，现在列为英国A級登录建筑加以保护。 

## 建筑
圣安得烈教堂和圣乔治教堂这两座教堂，是爱丁堡新城规划的主要内容。詹姆斯·克雷格的1767年爱丁堡第一新城规划设计了一个反映古典秩序和理性的街道网格模式。那是苏格兰启蒙时代，爱丁堡正在成为国际知名的新的哲学和思想的中心。这两座教堂分别规划在乔治街西端的夏洛特广场（最初命名为圣乔治广场），和乔治街东端的圣安得鲁广场。但是，富商劳伦斯·登打士爵士购买了原定修建圣安得烈教堂的地点建造豪宅登打士大厦，克雷格的计划无法实施，圣安得烈教堂只得建在乔治街上。

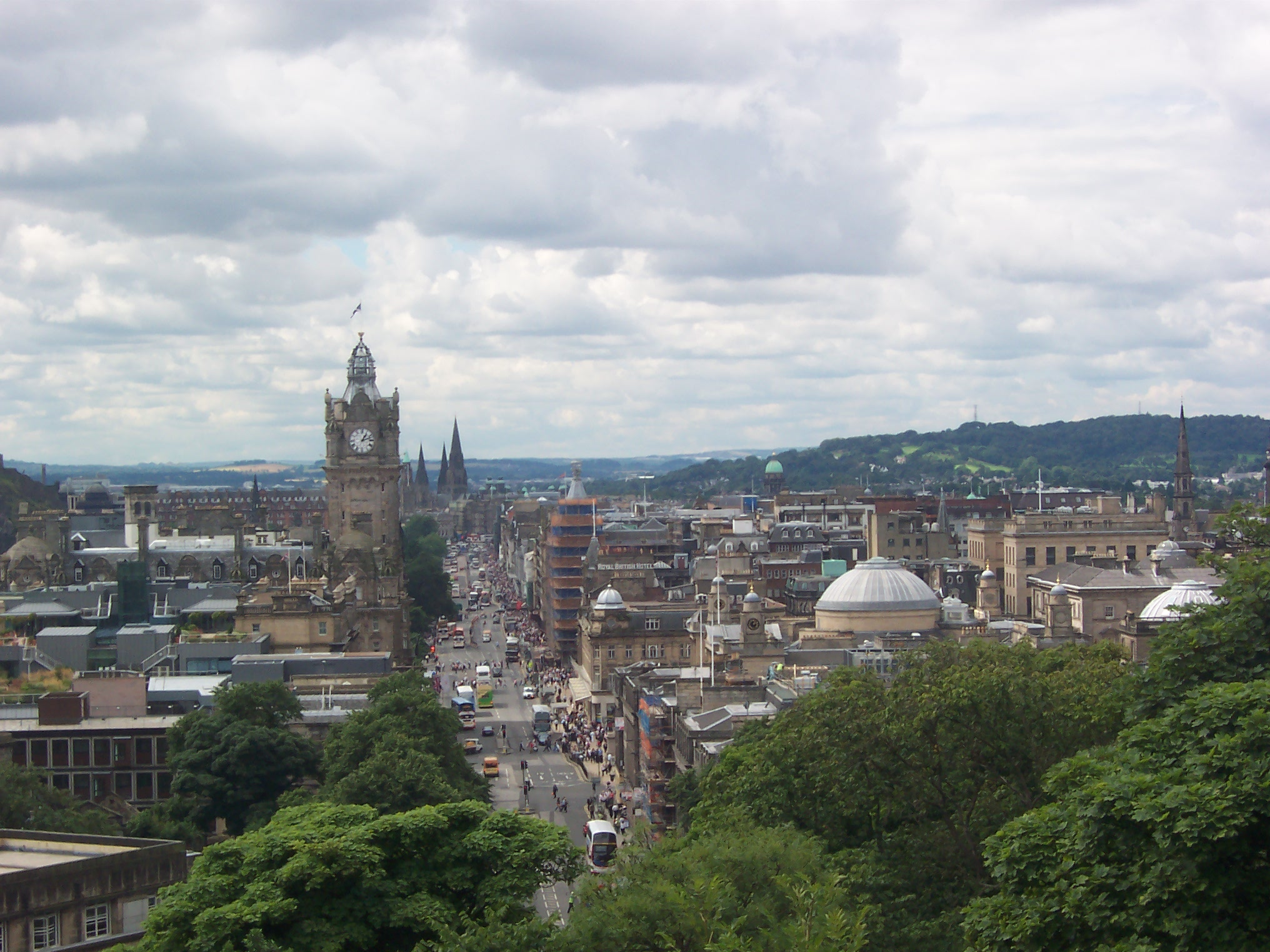
爱丁堡新城

市议会为东教堂，圣安得烈教堂，举行了设计竞赛，获胜者是安德鲁·弗雷泽和罗伯特·凯。该教堂始建于1781年，1784年开幕。这座教堂拥有独特的椭圆形平面，这是英国第一座这样的教堂。其设计与威廉·亚当的汉密尔顿旧教堂和詹姆斯·吉布斯的伦敦圣马田教堂有相似之处，门前都有圆形的柱廊。古罗马建筑风格反映了18世纪的时尚。圣安得烈教堂原有设计是一个较矮的塔楼，但是市议会选择了尖顶，建于1787年。
1964年，夏洛特广场的圣乔治堂会与圣安得烈堂会合并，成立圣安得烈圣乔治堂会。圣乔治教堂建筑现在用作苏格兰国家档案馆。2010年1月，圣安德鲁圣乔治堂会与圣乔治西堂会(St George's West)合并，成立圣安德鲁圣乔治西堂会。礼拜暂时分在两个建筑进行。